# Чорноярське сільське поселення
Чорноя́рське сільське поселення (рос. Чёрноярское сельское поселение) — сільське поселення у складі Тегульдетського району Томської області Росії.
Адміністративний центр — селище Чорний Яр.
Населення сільського поселення становить 349 осіб (2019; 472 у 2010, 705 у 2002).

## Склад
До складу сільського поселення входять:
| Населений пункт   | Населення, осіб (2002) | Населення, осіб (2010) |
| ----------------- | ---------------------- | ---------------------- |
| Орловка, селище   | 45                     | 12                     |
| Чорний Яр, селище | 660                    | 460                    |